# Pamplona
|  | Per a altres significats, vegeu «Pamplona (Negros Oriental)». |

Pamplona (cooficialment en basc: Iruña, segons l'Euskaltzaindia: Iruñea) és la ciutat capital de la comunitat foral de Navarra, el vell Reialme de Navarra. Segons el nacionalisme basc, es considera també la capital històrica d'Euskal Herria. Amb 196.955 habitants l'any 2013, Pamplona, que ocupa un lloc gairebé cèntric al mapa navarrès, està situada sobre un altiplà, a 449 metres d'altitud sobre el nivell del mar i, en gran part, vorejada per les aigües del riu Arga. Amb els seus 23,55 quilòmetres quadrats d'extensió, la ciutat està situada als 42º i 49' de latitud septentrional, i a 2° 1′ de longitud occidental.

## Història
Des dels seus orígens, Pamplona mostra una decidida voluntat d'exercir la seva hegemonia sobre el territori circumdant. L'emplaçament sobre el riu Arga, estratègic, apareix ocupat des dels primers temps.
La romanització llança arrels al segle i aC, quan la ciutat romana s'instal·la sobre el primitiu poblat vascó, anomenat Iruña. Aquí, el 75 aC, el general Gneu Pompeu Magne estableix un campament que, amb el temps, seria Pamplona, 'la ciutat de Pompeu'. La cristianització del territori i la presència cultural de Roma propiciaran la consolidació de Pamplona com a capital política i religiosa. Excavacions a l'entorn de la catedral han evidenciat l'existència d'una ciutat desenvolupada i dotada de serveis. El Museu de Navarra guarda testimonis d'aquest moment crucial, quan el primitiu poblat de vascons va entrar en la història amb la civilització romana.
Navarra en general, i de manera especial Pamplona, en els segles vi i vii van ser un constant objectiu militar per a la monarquia visigoda, que va tractar de controlar-ne, amb escàs èxit, el territori.
Les tropes musulmanes van arribar primerenques a Pamplona, l'any 714, encara que la seva presència va ser efímera, ja que van preferir arrelar a la Ribera, particularment en la comarca de Tudela, on els musulmans van romandre durant 400 anys, concretament fins a 1119.
Carlemany, dins de la seva política d'expansió territorial, emprengué una expedició a la Saragossa musulmana durant la qual va ocupar Pamplona i va destruir-ne les muralles l'any 778. Immediatament després, a Roncesvalls, quan estava a punt d'abandonar la terra dels vascons, va sofrir una clamorosa derrota que va frustrar el seu projecte de constituir una zona d'influència carolíngia en la vall de l'Ebre, similar a la que constituïen els comtats de la Gòtia.

### Regne de Pamplona
Després dels episodis visigòtics, musulmans i carolingis, en la segona meitat del segle ix la ciutat es referma en l'emergent nucli cristià, que igualment com a l'Aragó i Astúries, es configura com a element d'oposició davant l'islam instal·lat al territori de la monarquia visigoda. La dinastia Ximena, al segle x, vertebra aquest moviment social i polític i dona lloc al Regne de Pamplona, així anomenat originàriament i que així s'anomenarà en els dos segles següents, fins que el 1164 va prendre el títol de Regne de Navarra. Amb aquest canvi de denominació, es pretenia subratllar la sobirania del territori, del conjunt de Navarra, i marcar distàncies davant la corona de Castella, a la qual en algun moment els monarques navarresos havien prestat vassallatge. Almansor va saquejar Pamplona en 999,
A la Pamplona medieval predomina l'autoritat del bisbe, en tant que el monarca té una cort itinerant, com és habitual en aquesta època. De fet, durant més de 300 anys, de finals del segle x a 1323, romandrà sota l'autoritat del bisbe. Mentrestant, el rei viu a compàs de les conjuntures militars i polítiques, i estableix el seu tall itinerant en altres poblacions del regne abans que a Pamplona, on encara que també té palau no es troba còmode, car la seva jurisdicció pot entrar en col·lisió amb l'episcopal.
La croada dels Pastors (1320) travessà els Pirineus i atacà les aljames de Jaca i Montclús. Jaume el Just actuà i envià un destacament per protegir els jueus, i l'infant Alfons manà penjar quaranta dels atacants d'Osca i els atacants es dirigiren a Tudela i Pamplona, on els jueus plantaren cara i els rebutjaren.

### Pamplona unida: 1423
La Pamplona medieval no és una, sinó tres. Aquí hi ha, de vegades amb prou feines, tres nuclis urbans diferenciats jurídicament i social. Cadascun té les seves pròpies autoritats municipals, les seves ordenances i les seves muralles. El primitiu poblat vascó d'Iruña, després romanitzat, allotja els navarresos, els pobladors autòctons; és el barri de La Navarreria (en basc: Nafarreria, en castellà: Navarrería). Al Burgo de San Cernin —Sant Sadurní, en català— s'ha establert l'influent grup de francs, burgesos, comerciants, en bona part procedents de França, d'on han portat la seva llengua i les seves devocions —San Cernin es venera a Tolosa de Llenguadoc. La Població de Sant Nicolàs constitueix el tercer nucli urbà de Pamplona, amb una societat més heterogènia en la seva procedència i condició social, que actuarà com a ferment de la futura Pamplona.
La divisió en barris o burgos es mantindrà al llarg dels segles xiii i xiv, amb la seva seqüela de conflictes i violència que frena el desenvolupament de la ciutat. La tensió assoleix la major intensitat el 1276, quan a la calor de la crisi política suscitada per l'arribada d'una dinastia estrangera al tron navarrès, els Capets, reis de França, les tropes franceses assalten el barri de la Navarreria, maten els seus habitants i arrasen les propietats. El bisbe, que ha patit amb especial virulència el saqueig, perd la seva tradicional hegemonia sobre la ciutat, que passarà definitivament sota control del monarca.
L'arribada de la casa d'Evreux al tron de Navarra el 1328 obre una època de consolidació política i de desenvolupament econòmic i cultural. Carles III el Noble posa fi a la secular divisió dels tres barris pamplonesos el 1423 en decretar la seva unió sota una sola autoritat municipal i sota el mateix escut heràldic. A la fi, la ciutat supera els seus enfrontaments fratricides i inicia un període de desenvolupament, testimoni del qual és el conjunt arquitectònic de la catedral gòtica, en el qual destaquen el magnífic claustre i el superb sepulcre, esculpit per artistes borgonyons, en el qual reposen Carles III el Noble i la seva esposa Leonor de Castella.

### Ciutat fronterera
La crisi política que sacseja Navarra durant el segle xv, condensada en la guerra civil que acarnissadament mantenen agramontesos i beaumontesos, incideix directament a la capital del regne. Aquesta conjuntura d'extrema debilitat i de caos social és aprofitada pel Regne de Castella per envair Navarra i assetjar la capital. En retre's Pamplona el 1512 es rendeix el regne; i els seus reis -Joan d'Albret i Caterina de Foix- s'han de refugiar en les seves terres de l'altre costat dels Pirineus, en territori francès, on sospiraran i conspiraran per una restauració que no arribarà. Ho van intentar més d'una vegada, l'última el 1521, quan van posar cèrcol a Pamplona. Aquí, al servei del virrei castellà, combatia Ignasi de Loiola, que resultarà ferit al lloc on avui s'aixeca una capella en honor seu, a prop del palau de Navarra. A partir d'aquest revés, el noble guipuscoà canviarà la seva vida, deixarà les armes i crearà un exèrcit espiritual, la companyia de Jesús. Immediatament se li unirà Francesc Xavier, un noble navarrès, estudiant a la Universitat de París, la família del qual, paradoxalment, havia militat al costat dels reis navarresos a l'exili i, per tant, contra la facció en la qual havia lluitat Ignasi de Loiola.
Després de la conquesta de Castella, la capital del regne adquireix un nou valor estratègic com a plaça fortificada davant la permanent amenaça d'invasió del monarca francès, el llavors enemic pertinaç de la corona castellana. Importants obres de fortificació se succeiran al llarg dels segles XVI, XVII i XVIII per tal de convertir la ciutat en un bastió infranquejable davant el temut atac de l'altre costat de la frontera pirenaica.
Però Pamplona no s'esgotarà en aquesta funció militar i desenvoluparà la seva vocació de capitalitat política i espiritual. Aquí es congregaran les institucions polítiques, entre les quals ocuparà el primer lloc el virrei, que havia substituït els monarques autòctons, i al costat del qual actuen el Consell de Navarra, suprema instància judicial del regne; la Cambra de Comptos, que exerceix de tribunal de comptes; i la Diputació del Regne, amb funcions executives emanades de les Corts de Navarra. Les corts es reuniran amb freqüència a la capital del regne al llarg de la seva existència dilatada, que se'n prolongarà fins a 1828.

### La nova ciutat
Pamplona romandrà tancada en les seves muralles fins als inicis del segle xx. La població viurà restringida, reduïda en un espai cada vegada més estret que li impedirà afrontar els reptes d'una societat que comença a abandonar les formes de vida i de treball de l'antic règim.
A la fi, el 1905, les muralles comencen a caure, des de la Taconera al Labrit, per permetre el creixement ordenat cap al sud. Així va sorgir el segon eixample -el primer eixample, una tímida expansió urbanística a l'entorn de la Ciutadella, s'havia produït el 1888. Des de la plaça del Castell cap al sud es van obrir nous carrers, plantejats amb un esquema rigorós, a la manera de l'aplicat per Ildefons Cerdà en l'eixample de Barcelona.
A mitjans del segle xx, amb l'inici de la industrialització, sorgeixen o es reactiven a l'entorn de la població històrica barris destinats a recollir els immigrants arribats majoritàriament dels voltants rurals. És el cas de la Txantrea, al peu de la ciutat, en l'altre costat del riu; de l'Arrotxapea i de San Jorge, a prop de l'estació de ferrocarril; i de la Milagrosa, al flanc sud. L'ampliació del terme municipal va culminar el 1998 amb la incorporació de Mendillorri, una moderna zona residencial, i la trama urbana s'expandeix actualment en noves urbanitzacions, com Ezkaba i Buztintxuri.
Al mateix temps que la ciutat es desenvolupa durant la segona meitat del segle xx, els petits municipis de l'entorn, fins llavors dedicats al camp, sobtadament es transformen en lloc de residència de la nova població industrial. Així va succeir, per exemple, a Noain (Elortzibar), Zizur, Barañáin, Antsoain, Berriozar, Burlada i Villava.
La creació del polígon industrial de Landaben, dins del Pla de Promoció Industrial propiciat el 1964 per la Diputació Foral, va impulsar definitivament l'activitat industrial de Pamplona i va propiciar un canvi profund i generalitzat en les mentalitats i en les condicions de vida. La Pamplona tradicional, petita, artesana i rural, es va transformar en una societat viva, que va impulsar les reivindicacions socials i polítiques. La transició política del franquisme a la democràcia es va viure a la capital navarresa amb particular intensitat, primer en el pla sindical i després, de manera generalitzada, en el polític i cultural.
En l'actualitat, Pamplona, superada la transició a la societat industrial, es presenta com una ciutat de mida mitjana, equilibrada. Mostra un creixement contingut, reparteix la seva activitat entre la indústria i els serveis, gaudeix de singular prestigi en els camps de la sanitat i de l'educació, i creix en sintonia amb unes pautes urbanístiques exemplars.

## Geografia
| 2001    | 2002    | 2004    | 2005    | 2006    | 2007    | 2008    | 2009    | 2010    | 2011    | 2012    | 2014    | 2015    | 2016    | 2017    | 2018    | 2019    | 2020    | 2021    | 2022    | 2023    | 2024    |
| 186.245 | 189.364 | 191.865 | 193.328 | 195.769 | 194.894 | 197.275 | 198.491 | 197.488 | 197.932 | 197.604 | 196.166 | 195.853 | 195.650 | 197.138 | 199.066 | 201.653 | 203.944 | 203.081 | 203.418 | 205.762 | 207.777 |

### Llengua
La llengua vernacla de Pamplona és l'èuscar, que es va parlar a la ciutat fins a mitjan segle xix. La varietat lingüística de l'èuscar pamplonès era l'anomenat alt-navarrès del sud.
El senyal més evident del domini lingüístic basc a Pamplona és la toponímia de la ciutat. N'hi ha prou amb analitzar el nom dels barris i enclavaments de la ciutat per adonar-se de la seva evident arrel basca (vegeu més amunt, l'apartat "Barris"). La toponímia és el més clar vestigi d'una llengua ja gairebé perduda.
Segons el cens lingüístic del 2006, el 8,70% dels habitants de Pamplona eren bascoparlants, el 10,6% parlava el basc amb dificultat i el 80,70% no el parlava en absolut.
Arran de la Llei Foral de l'euskera, la capital navarresa es troba dins de l'anomenada "zona mixta", que reconeix certa oficialitat a la llengua.

### L'èuscar al llarg de la història
El pamplonès Joan Amendux escriví el 1564 el poema més antic aparegut en dialecte alt-navarrès.
Al segle xvii, el capellà Juan Beriain escrigué en dialecte pamplonès dos llibres de doctrina: Tratado de cómo se a de oyr misa, escrito en romance y bascuence (1621) i Doctrina christiana (1626). En el primer d'aquests llibres, l'autor esmenta la raó d'escriure en dialecte basc de Pamplona: "escric en dialecte basc d'Iruña perquè és la llengua de la capital, i la que millor s'entén en tota Navarra".
A mitjans del segle xvii, es demanava que tots els capellans de l'hospital de Pamplona fossin bascoparlants, segons un text contemporani arribat fins a nosaltres. Cap a finals del segle xviii encara es mantenia aquesta condició, "por el crecido número de vascongados de esta ciudad".
A començaments del segle xix comença la decadència del basc a la ciutat. Tanmateix, en la invasió napoleònica el general francès Reille va treure un famós ban a la ciutat escrit en basc, oferint una generosa recompensa per la captura dels guerrillers Górriz, Ulzurrun i Txolin.
L'escriptor Joan Mañé i Flaquer ens dona en el seu llibre El oasis: Viaje al País de los Fueros (1878) un testimoni molt interessant. Mañé va visitar Euskal Herria el 1874. Quan era a Pamplona, va recollir en una posada el testimoni de la noia que hi treballava: la noia va dir-li que els seus avis parlaven sempre en basc, que els seus pares entenien la llengua però no la parlaven pas, i que ella ni l'entenia ni la parlava.

### Dades sociolingüístiques
L'Institut navarrès de l'eusquera, euskaltzaindia, va publicar el 2006 les principals dades sociolingüístiques de la comarca de Pamplona. Pel que fa al coneixement de la llengua:
- el 13% dels ciutadans és bascoparlant
- el 14% parla la llengua amb dificultat
- el 73% de la població no parla la llengua

Pel que fa a l'ús social:
- el 6% parla sovint èuscar
- el 8% parla de vegades èuscar
- el 86% no parla mai èuscar

És molt significatiu, a més a més, que un 36% dels habitants de la comarca de Pamplona afirmi que ha intentat en algun moment de la seva vida l'aprenentatge de la llengua:

## Eleccions municipals
| Candidatura | Candidatura                             | Cap de llista | Vots   | Regidors | % vots |
| ----------- | --------------------------------------- | ------------- | ------ | -------- | ------ |
|             | Unió del Poble Navarrès (UPN)           | -             | 30.691 | 9        | 30,30  |
|             | Euskal Herria Bildu (EH Bildu)          | -             | 27.752 | 8        | 27,40  |
|             | Partit Socialista de Navarra (PSN-PSOE) | -             | 15.850 | 5        | 15,64  |
|             | Partit Popular de Navarra (PP)          | -             | 8.526  | 2        | 8,41   |
|             | Geroa Bai (GBAI)                        | -             | 7.652  | 2        | 7,55   |
|             | Podemos/Contigo-Zurekin                 | -             | 5.228  | 1        | 5,16   |
| Total       | Total                                   | 90.488        | 90.488 | 27       | 88,45  |

## Fills il·lustres
- Amaia Romero Arbizu, cantant
- Elma Saiz Delgado, política i advocada
- Mikel Urmeneta Otsoa Errarteko, creador de la marca Kukuxumusu
- Arturo Campión Jaimebon, escriptor basc
- Aingeru Epaltza, escriptor basc
- Juan José Benítez, periodista i escriptor
- Iñaki Otxoa de Olza, alpinista
- Jon Andoni Goikoetxea Lasa, futbolista
- Pablo Sarasate, violinista
- Leocadio Hernández Azcunce (1883-1965) organista i tractadista musical
- Alfredo Landa, actor
- Carlos Garaikoetxea Urriza, lehendakari de la Comunitat Autònoma del País Basc (1980-1985)
- Uxue Barkos Berruezo, periodista i fundadora de Nafarroa Bai
- Jaime Ignacio del Burgo Tajadura, polític navarrès
- Pernando Barrena, polític de l'esquerra abertzale
- Andrés Goñi, (1865-?) músic
- Luis Belzunegui Arruti (1904-1997) sacerdot, organista i mestres de capella
- Enrique Campano (1842-1874) pianista i compositor
- Martín de Rada (1553-1578) frare agustí, missioner a les Filipines i a la Xina.

## Ciutats agermanades
- Baiona, Lapurdi
- Paderborn, Alemanya
- Pamplona, Colòmbia
- Yamaguchi, Japó